# Iabălkovo
Iabălkovo (în bulgară Ябълково) este un sat în Obștina Dimitrovgrad, Regiunea Haskovo, Bulgaria.

## Demografie
Componența etnică a satului Iabălkovo
     Romi (21,1%)
     Bulgari (75,79%)
     Nicio identificare (2,27%)
     Altele (0,82%)
La recensământul din 2011, populația satului Iabălkovo era de 1.450 locuitori. Din punct de vedere etnic, majoritatea locuitorilor (75,79%) erau bulgari, cu o minoritate de romi (21,1%). Pentru 2,27% din locuitori nu este cunoscută apartenența etnică.

## Harte
- bgmaps.com
- emaps.bg
- Google